# Canal 2 International
Pour les articles homonymes, voir Canal 2.
Canal2 International est une chaîne de télévision généraliste privée camerounaise axée sur l'information en continu, le divertissement et le sport. Toute première chaîne privée au Cameroun, elle appartient au groupe TV+, lui aussi appartenant à Emmanuel Chatue et est basée à Douala au quartier Akwa.

## Histoire de la chaîne

### Naissance de la chaîne
CANAL 2, a démarré sa diffusion en 2001 dans des conditions logistiques approximatives. Jusqu'à 2003, date de sa fermeture, la chaîne diffusait essentiellement de la musique. Son offre s'est ensuite diversifiée à travers la production et la diffusion de situations de comédie (Sitcom) et des éditions de journaux "tout en images". C'est en 2004, que la chaîne s'appelle Canal 2 International, annonçant ainsi son nouvel engagement et son envie de marquer l'univers de la communication audiovisuelle.

### Evènement marquant
En 2020, le nouveau single intitulé Les Histoires de Sangmelima de Josco L'inquiéteur a été dévoilé lors de la conférence de presse par MIR. Cette cérémonie de présentation est  la toute première conférence de presse d'un artiste camerounais retransmise en direct sur une chaîne de télévision internationale. Elle s'est déroulée le 6 juin 2020 en direct sur la chaîne de télévision privée Canal 2 International.

## Séries
- Les déballeurs
- Vahidei
- Tourbillon de Passions
- Entre Justice et Vengeance
- Irrational Heart
- El Diablo
- Ennemies intimes
- Paloma
- La Belle-mère
- Rédemption
- Avenida Brasil
- La Reine Blanche
- Trahisons
- Le Choix De L'Amour
- El Capo
- destins croisés
- La cola du Lion